# John Smilie
John Smilie (* 16. September 1742 im County Down, Irland; † 30. Dezember 1812 in Washington, D.C.) war ein US-amerikanischer Politiker. Zwischen 1793 und 1812 vertrat er zwei Mal den Bundesstaat Pennsylvania im US-Repräsentantenhaus.

## Werdegang
John Smilie besuchte die öffentlichen Schulen seiner nordirischen Heimat. 1760 kam er in die damals britische Kolonie Pennsylvania. In den 1770er Jahren schloss er sich der amerikanischen Revolution an und nahm als Soldat der Staatsmiliz am Unabhängigkeitskrieg teil. Seit 1780 lebte er in Fayette (Pennsylvania). In den folgenden Jahren schlug er eine politische Laufbahn ein. Smilie war ein früher Gegner der Sklaverei und lehnte auch die Ratifizierung der Verfassung der Vereinigten Staaten ab, die er für despotisch hielt. Zwischen 1784 und 1786 war er Abgeordneter im Repräsentantenhaus von Pennsylvania; im Jahr 1790 gehörte er einem Verfassungskonvent seines Staates an. Von 1790 bis 1793 saß er im Senat von Pennsylvania. Dabei sprach er sich gegen die Bundessteuer auf Whisky aus. Er wurde verdächtigt, am Ausbruch der Whiskey-Rebellion beteiligt gewesen zu sein. Politisch war er ein Gegner der Bundesregierung unter Präsident George Washington (Anti-Administration-Fraktion).
Bei den in Pennsylvania staatsweit ausgetragenen Kongresswahlen des Jahres 1792 wurde Smilie in das damals noch in Philadelphia tagende US-Repräsentantenhaus gewählt, wo er am 4. März 1793 sein neues Mandat antrat. Bis zum 3. März 1795 konnte er eine Legislaturperiode im Kongress absolvieren. Er wurde Mitglied der Ende der 1790er Jahre von Thomas Jefferson gegründeten Demokratisch-Republikanischen Partei. Bei den Wahlen des Jahres 1798 wurde er im elften Kongresswahlbezirk seines Staates erneut in den Kongress gewählt, wo er am 4. März 1799 die Nachfolge von William Findley antrat. Nach sechs Wiederwahlen konnte er bis zu seinem Tod am 30. Dezember 1812 im US-Repräsentantenhaus verbleiben. Seit 1803 vertrat er dort den neunten Distrikt von Pennsylvania. Im Jahr 1800 wurde die neue Bundeshauptstadt Washington D.C. bezogen. Während Smilies Zeit als Kongressabgeordneter wurde im Jahr 1803 durch den von Präsident Jefferson getätigten Louisiana Purchase das Staatsgebiet der Vereinigten Staaten beträchtlich erweitert. Im Jahr 1804 wurde der zwölfte Verfassungszusatz ratifiziert. Seit 1812 prägten die Ereignisse des Britisch-Amerikanischen Krieges auch die Arbeit des Kongresses.
Zum Zeitpunkt seines Todes war John Smilie bereits im damals neugeschaffenen 21. Wahlbezirk seines Staates für eine weitere Legislaturperiode gewählt worden, die er dann aber nicht mehr antreten konnte. An seiner Stelle wurde dann Isaac Griffin in den Kongress gewählt.